# ميركو بيجازي
ميركو بيجازي (بالإيطالية: Mirko Bigazzi)‏ هو لاعب كرة قدم إيطالي في مركز الوسط، ولد في 3 أبريل 1989 في سيسينا في إيطاليا. لعب مع نادي أولهانينسي ونادي برو باتاريا ونادي جيلا ونادي ليفورنو.

## وصلات خارجية
- ميركو بيجازي على موقع قاعدة بيانات كرة القدم.إي يو (الإنجليزية)
- ميركو بيجازي على موقع Soccerway.com (الإنجليزية)
- ميركو بيجازي على موقع AS.com (الإسبانية)